# Konstal 102Na G-089
Konstal 102Na G-089 i G-090 – dwa dwukierunkowe jednostronne wozy tramwajowe, powstałe w 1996 roku we Wrocławiu w wyniku przebudowy wagonów Konstal 102Na i 102Nd.

## Konstrukcja
Wagony te powstały w celu obsługi jednotorowych linii wahadłowych na czas remontów tras. Wóz G-089 zbudowany został na bazie części przednich wagonów 102Na #2071 i #2089”, zaś G-090 z pudła wagonu 102Nd #2095. Tak przebudowane wagony posiadały dwie kabiny motorniczego, dwa pantografy, ale drzwi tylko z jednej strony pudła. W G-089 co drugie miejsce pasażera zostało odwrócone, aby przy obu kierunkach jazdy można było siedzieć twarzą do przodu.

## Eksploatacja
Tramwaje te eksploatowane były na liniach wahadłowych oraz do holowania uszkodzonych wozów. W marcu 2002 wagon G-090 został zezłomowany, a G-089 nie pojawia się już w ruchu liniowym, ponieważ został on przekwalifikowany na gospodarczy (odśnieżarka), ostatnio zaś służy jako holownik na terenie macierzystej Zajezdni IV Borek.